# Röd tallstekel
Röd tallstekel (Neodiprion sertifer) är en stekelart som först beskrevs av Geoffroy.  Röd tallstekel ingår i släktet Neodiprion, och familjen barrsteklar. Arten är reproducerande i Sverige. Inga underarter finns listade.
Den röda tallstekeln är en skadeinsekt i tallskogar. Den härstammar från Europa och Asien men har blivit introducerad till Nordamerika. Larverna äter på tallbarren och kan ibland orsaka stor skada. Vissa år sker det en massförökning, så kallade utbrott, och på grund av larvernas stora aptit äts stora delar av barren upp vilket leder till en minskad tillväxt hos tallen. Varför utbrott sker är inte helt klarlagt, men födokvalitén som påverkar larvöverlevnaden, och smådäggdjur (till exempel näbbmöss och sorkar) som äter pupporna verkar vara betydelsefulla.

## Livscykel
Tallstekelhonan lägger sina ägg i tallbarren på hösten. På våren kläcks larverna och äter på tallbarren under sommaren. De äter endast på fjolårsbarren. Hannarna går igenom fyra larvstadier och honan fem. När de är fullvuxna kryper de ner i marken där de spinner en kokong och förpuppar sig. De vuxna individerna kläcks på hösten, parar sig och dör därefter. Oftast har den röda tallstekeln en generation per år, men det kan ta längre tid om vädret är dåligt. De stannar då i kokongen till nästföljande höst.